# هدم مسجد بابري
هُدم مسجد بابري في السادس من ديسمبر من عام 1992 بطريقةٍ غير قانونية على يد مجموعة كبيرة من ناشطي منظّمة فيشوا هندو باريشاد وغيرها من المنّظمات المتحالفة بخصوص نزاع أيوديا. يعود تاريخ بناء مسجد بابري إلى القرن السادس عشر، إذ بُني في مدينة أيوديا الواقعة في ولاية أتر برديش. استُهدف هذا المسجد بعد تحوّل التجمّعات السياسية التي نظّمتها المنظّمات القومية الهندوسية (هندوتفا) إلى مظاهرات عنيفة.
تُعتبر مدينة أيوديا مسقط رأس الإله الهندوسي راما في التقاليد الهندوسية. بنى الجنرال المغولي مير باقي مسجدًا في زمن الإمبراطور المغولي المسلم الذي حكم الهند، ظهير الدين محمد بابر عُرف باسم مسجد بابري في موقع يسمّيه الهندوس باسم رام جانمبهومي (أو مسقط رأس راما). ينصّ المسح الأثري للهند أن المسجد قد بُني على أرض حملت هيكلًا غير إسلامي سابقًا. أطلقت منظّمة فيشوا هندو باريشاد حملةً لبناء معبد مكرّس لعبادة الإله راما في الموقع خلال ثمانينات القرن الماضي، إذ انضمّ إليها حزب بهارتيا جاناتا باعتباره صوتها السياسي. نُظّمت العديد من التجمّعات والمسيرات باعتبارها جزءًا من هذه الحركة، بما في ذلك رام راث ياترا بقيادة إل. كيه. أدفاني.
نظّمت منّظمة فيشوا هندو باريشاد بالتعاون مع حزب بهارتيا جاناتا تجمّعًا في الموقع في السادس من ديسمبر من عام 1992، إذ شارك فيه 150,000 متطوّعًا (يُعرفون باسم كار سيفاك). تحوّل هذا التجمّع إلى مظاهرات عنيفة، إذ تمكّن الحشد من التغلّب على قوّات الأمن وبالتالي هدم المسجد. كشف تحقيق لاحق في هذا الحادث عن تورّط 68 شخص في هذا الحادث، ومن بينهم العديد من قادة حزب بهاتيا جاناتا ومنظّمة فيشوا باريشاد. أسفر الهدم عن اندلاع أعمال شغب طائفية بين الهندوس والمسلمين في الهند، واستمرّت أعمال الشغب هذه عدّة أشهر متسبّبةً في مقتل ما لا يقل عن 2000 شخص. بدأت دوامة من أعمال العنف الانتقامي ضد الهندوس في باكستان وبنغلاديش.

## الخلفية
يُعتبر موقع رام جانمبهومي أو مسقط رأس الإله راما موقعًا مقدّسًا في الهندوسية. غالبًا ما يُعتقد بأن هذا الموقع موجود في المكان الذي بُني فيه مسجد بابري في مدينة أيوديا في ولاية أتر برديش، وذلك على الرغم من ندرة الأدلة التاريخية التي تدعم هذا الاعتقاد. هناك إجماع علمي تقريبي حول الفكرة القائلة بأن الجنرال المغولي مير باقي قد بنى المسجد في هذا الموقع أعقاب احتلال المغول لهذه المنطقة في عام 1528، ثمّ سمّاه «مسجد بابري» تيمّنًا باسم الإمبراطور المغولي بابر. يسود الاعتقاد بأن باقي قد هدم معبد راما بهدف بناء هذا المسجد؛ إلا أن الأسس التاريخية التي يقوم عليها هذا الاعتقاد ما تزال موضع جدل. عُثر على أدلّة أثرية تبيّن وجود هيكل قبيل بناء المسجد. هناك اختلاف حول ماهية هذا الهيكل، إذ يقول البعض بأنه معبد هندوسي ويرى آخرون بأنه هيكل بوذي.
استخدم كلّ من الهندوس والمسلمين هذا الموقع لأغراض دينية لمدّة أربعة قرون على الأقل. قدّم مسؤول في محكمة فايز آباد الادّعاء القائل ببناء هذا المسجد في موقع المعبد لأوّل مرّة في عام 1822. استشهدت طائفة نيرموشي آخارا بهذا البيان عند ادّعائها بأحقيتها في هذا الموقع في وقت لاحق من القرن التاسع عشر؛ الأمر الذي أسفر عن وقوع حوادث عنف ديني في الموقع في عام 1855. نصبت الإدارة الاستعمارية البريطانية حاجزًا لفصل الساحة الخارجية للمسجد تجنّبًا للنزعات في عام 1859. ظلّ الوضع الراهن على ما هو عليه حتّى عام 1949، عندما زُعم بأنّ مجموعة من متطوّعي حزب ماهاسابها الهندوسي قد وضعت أصنامًا للإله راما داخل المسجد. خلق الأمر فوضى عارمة، إذ رفع كلا الطرفين دعاوى مدنية للمطالبة بأحقيتهم في هذه الأرض. نظر مستخدمو المسجد إلى حادثة وضع الأصنام على أنّها تدنيسًا للمسجد. أُعلن أن هذا الموقع موضع نزاع، ثُمّ أُغلقت أبواب المسجد.

## قرار المحكمة
قضت المحكمة بالإجماع، بأن «هيئة المسح الأثري الهندية» أصدرت تقريراً قدمت فيه دليلاً على أن هناك بقايا مبنى «غير إسلامي» تحت هيكل مسجد بابري المهدوم.
وقالت المحكمة إنه بالنظر إلى جميع الأدلة المقدمة، فقد قررت أن الأرض المتنازع عليها بين المسلمين والهندوس يجب أن تُمنح للهندوس من أجل معبد الإله راما، على أن يتم منح المسلمين قطعة أرض أخرى في مكان آخر لبناء مسجد عليها.
وحضت المحكمة الحكومة الفيدرالية الهندية على إنشاء هيئة خاصة للإشراف على بناء المعبد.
بيد أن المحكمة في الوقت نفسه أشارت إلى أن هدم مسجد بابري كان عملا مخالفا للقانون.